# Канџи (ера)
Канџи (寛治) је јапанска ера (ненко) која је настала после Отоку и пре Кахо ере. Временски је трајала од априла 1087. до децембра 1094. године и припадала је Хејан периоду. Владајући монарх био је цар Хорикава.

## Важнији догађаји Канџи ере
- 1087. (Канџи 1, пети месец): Бивши цар Ширакава се повлачи у Уџи у Кјоту.[3]
- 1088. (Канџи 2, први месец): Цар посећује очев дом.[4]
- 1088. (Канџи 2, десети месец): Ширакава посећује храмове на планини Хиеи.[4]
- 28. јануар 1088. (Канџи 2, четрнаести дан дванаестог месеца): Саветник Фуџивара Морозане добија додатну титулу „даиџо даиџина“.[5]
- 1089. (Канџи 3, пети месец): Ширакава опет посећује планину Хиеи где је остао седам дана.[4]
- 1090. (Канџи 4, дванаести месец): Фуџивара Морозане је ослобођен обавеза „сешо“ саветника добивши нову титулу „кампаку“.[4]
- 26. март 1094. (Канџи 8, осми дан трећег месеца): Морозане даје оставку на место кампакуа.[6]